# Steinschaler Dörfl

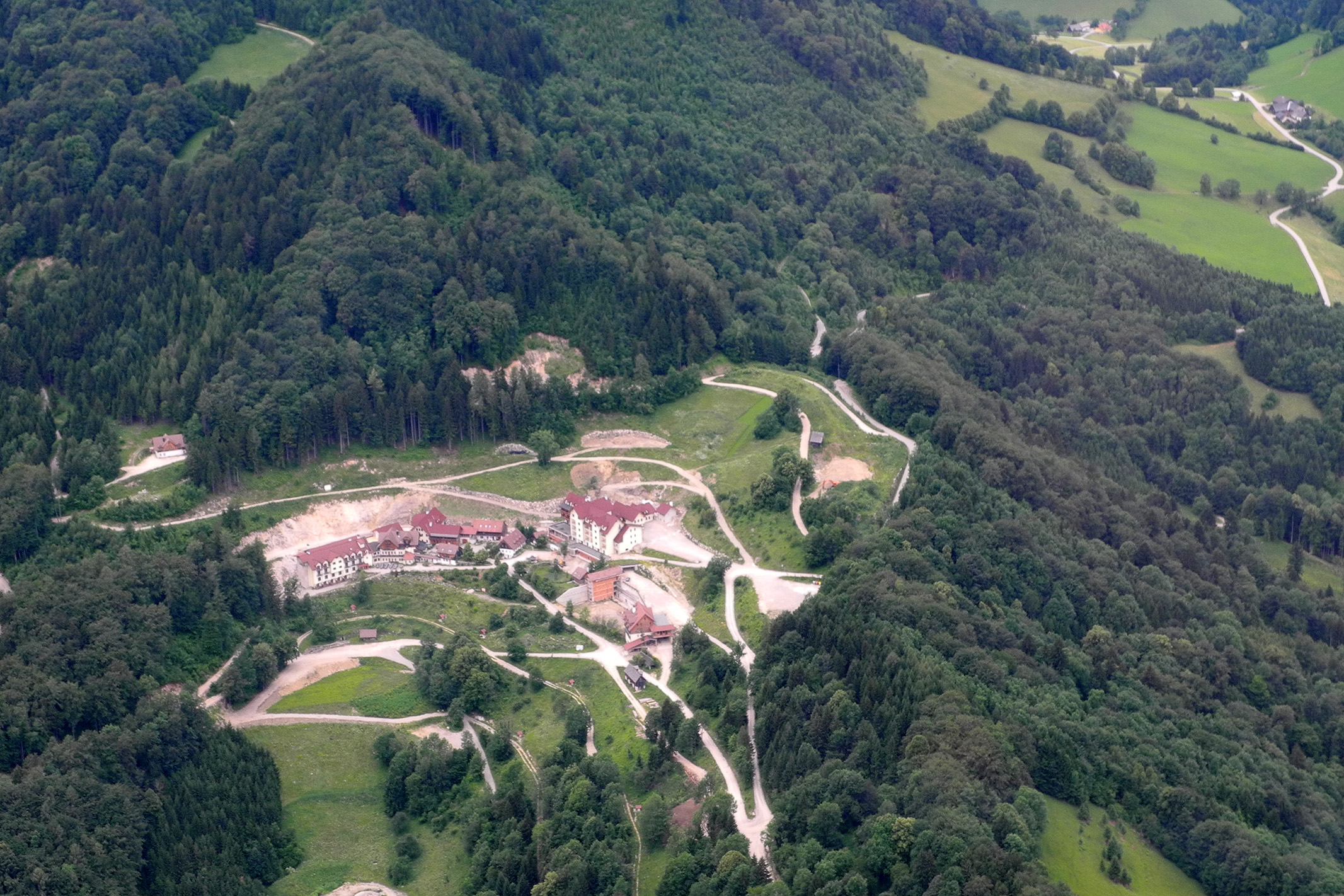
Das Steinschaler Dörfl, 2011

Das Steinschaler Dörfl ist eine Ortslage in der Rotte Taschlgrabenrotte in Frankenfels in den Türnitzer Alpen, Niederösterreich.

## Geschichte
Die Lage am Südhang des Waitzgrabens wurde erstmals 1449 erwähnt und seit dem Mittelalter landwirtschaftlich genutzt. Besitzer der Weisleichs- bzw. Weislatzgrabens war 1449 Lenncz zu Weisleichsgraben. 1805 hatte die Liegenschaft rund 18,5 Joch Grundbesitz.
Diese Ortslage wurde später mit Häusern des Taschlgrabens zur Taschlgrabenrotte zusammengefasst. Innerhalb der Taschlgrabenrotte wuchs aber die Ortslage im Waitzgraben vor allem nach 1990 stark, sodass sich für diesen Teil der Taschlgrabenrotte der Name Steinschaler Dörfl etablierte.

## Heutige Nutzung
Das Steinschaler Dörfl ist heute ein Naturhotel. Es besteht aus dem ca. 400 Jahre alten Bauernhof, der weitgehend erhalten wurde, und mehreren neuen Gebäuden, die die Infrastruktur des Hotels, Seminarräume und Zimmer enthalten. Die Gebäude wurden als Bauensemble im dörflichen Charakter um den Dorfplatz errichtet.